# JUN (ファッションブランド)
JUN（ジュン）は、アパレル事業を主力とする株式会社ジュンの商標（ブランド、ロゴマーク）である。

## 概要
1958年の創業時においては、上野で試行的にメンズの水着等を販売していた。ブランド設立後、しばらくの間は石津謙介のヴァンヂャケット（VAN）によるアイビールックに対し、いわゆるコンサバでない独自の色や柄のトラディショナル風スタイルであった。この時期のロゴはVANと同系の字体であり、アンチVANを標榜していた。これは当時の大学卒のホワイトカラーな社会人に好まれたVANに比べ、一例として、田中邦衛など芸能人が出演映画で役柄上着るなどして、人の職業を選ばないという融通性にも散見された。しかし、その後は、コンチネンタルルックに転向し、ロゴも蔦をイメージする独自のものに変わった。ブランドコンセプトはClassical Eleganceであり、リチャード・アヴェドンによる、ブランドイメージを分かりやすくした宣伝、特に、男装の麗人のテレビコマーシャルが話題になった。戦後の日本において男性被服に優美性をいち早く取り入れたヨーロピアンスタイルのブランドとして知名度を上げた。更に、結果的にはトータルコーディネートによる個別性をセールスポイントにしていた1980年代のDCブランドブームへの方向性を開拓した。また、JUNやDOMONのロゴ入りTシャツの流行は、ブランド名による広告宣伝効果を高めたため、国内のファッションブランド志向の契機となった。このイメージ広告の手法は、例えば、撮影場所を古城や廃墟にするなど、DCブランドブーム以前の、いわゆる少数のデザイナーブランド（川久保玲，山本耀司，三宅一生，コシノジュンコ，松田光弘等）にも少なからぬ影響を与えていたことは否定できない。ちなみに、1970年代のテレビドラマ『太陽にほえろ!』（日本テレビ）で、「参考人が『ROPE』（ロープと読む）のロゴの入った紙袋を持っていた」という証言を元に聞き込みをするが成果はなく、これを見聞きした署の女性事務員が「女性ファッションをリードする『ロペ』とフランス語風の読みをするブランドの紙袋であったとの描写が挿入されたことがあるなど、かなりの知名度であった。
1980年代、4D-BOXという商品名のCGシステムを販売していた。
JUN，DOMON，ROPEの知名度については、いずれも和風の姓や名または風景を連想させ、かつ、ローマ字読みもできるものであり、VANやDCブランド名など外国語によるものとは異なっていることが、社会学的な関心が持たれるところとなっている。

## 主なファッションブランド

### メンズ
- JUNRed（ジュンレッド）
2009年8月よりスタートしたブランドで、パルコやルミネなどのファッションビルを中心に展開している。ブランド設立当初はJUNMENの店舗でも商品を扱っていたが、JUNRedの店舗数増加に伴い雑貨以外は基本的に取り扱われなくなった。
- ADAM ET ROPÉ WILD LIFE TAILOR（アダム エ ロペ ワイルドライフテーラー）
2010年2月よりスタートした、ADAM ET ROPÉのメンズコンセプトショップ。WILD LIFE TAILORのオリジナル商品も取り扱っている。若い頃に憧れた大人達が通う洋品店をコンセプトとしており、丸の内店には「W.L.T CUT CLUB」という理容店も併設されている。また恵比寿と丸の内の2店舗は、かつてBASSETT WALKERの店舗があった場所で営業している。

### メンズ・レディス
- ADAM ET ROPÉ（アダム エ ロペ）
1990年に設立されたセレクトショップ。オリジナル商品も取り扱っている。JUNの主力ブランドの1つで、派生ブランド・コンセプトショップが多く存在する。
- BIOTOP（ビオトープ）
2010年3月よりスタートした、ADAM ET ROPÉから派生したセレクトショップ。ADAM ET ROPÉに比べ高価なアイテムも多く取り扱っている他、ナチュラルコスメや生活雑貨も扱っており、ボタニカルショップや飲食店も併設している。

### レディス
- ROPÉ（ロペ）
1968年にJUNの恋人ブランドとしてスタートした、現存する中で最も古いJUNブランド。名称は南仏コートダジュールのリゾート地、サントロペに由来する。当初、JAYROやJ&RはこのROPÉから派生したカテゴリーブランドだった。
  - ROPÉ PICNIC（ロペ ピクニック）
1998年に設立された、若い女性向けのROPÉの派生ブランド。低価格帯のオリジナル商品と一部インポート商品を取り扱う。日本全国に100店舗以上を展開するJUNの主力ブランドの1つである。レディスだけでなくキッズ商品も取り扱う。
  - ROPÉ PICNIC PASSAGE（ロペピクニック パサージュ）
ROPÉ PICNICで展開するバッグ・アクセサリーなどの雑貨を取り扱うライン。
  - JUN&ROPÉ（ジュン アンド ロペ）
2010年に設立された、女性向けゴルフウェアのブランド。百貨店を中心に直営店を展開する他、一部ゴルフ用品店でも取り扱われている。
  - ROPÉ mademoiselle（ロペ マドモアゼル）
2013年にROPÉの新たなラインとしてスタート。ファッションビルを中心としたROPÉの一部店舗で取り扱いがある他、単独店も展開している。
  - ROPÉ Éternel（ロペ エターナル）
2014年にROPÉのメゾンラインとしてスタート。百貨店を中心としたROPÉの一部店舗で取り扱いがある他、単独店も展開している。

- ViS（ビス）
1996年に設立された、pour la frime（プーラフリーム）とGAMI gaminerie（ギャミヌリィ）を統合した自社ブランドとセレクトの編集方セレクトショップ。地方の一部店舗ではROPÉ PICNICの商品も取り扱っている。
  - Juze（ジュゼ）
2013年にスタートした、ViSのシューズライン。
  - Petit ViS（プチ ビス）
2013年にスタートした、ViSから派生したコンセプトショップ。
- SALON adam et ropé（サロン アダム エ ロペ）
2013年に設立された、ADAM ET ROPÉから派生したライフスタイルショップ。“DELICIOUS FASHION”をテーマに、アパレルや服飾雑貨だけでなくキッチン雑貨や食品・飲料品も取り扱っている。一部の店舗には後述の飲食店が併設されている。
- Adam et Ropé Le Magasin（アダム エ ロペ ル マガザン）
2012年に設立された、ADAM ET ROPÉから派生した雑貨のセレクトショップ。雑貨が中心のラインナップとなっているが、トップスなど一部アパレルも取り扱っている。

- MAISON DE REEFUR（メゾン ド リーファー）
2012年に設立された、ファッションモデルの梨花がディレクターを務めるライフスタイルショップ。オリジナル商品の他、セレクトアイテムも取り扱っている。

- LI HUÀ（リーファー）
2015年に設立された、梨花がクリエイティブ・ディレクターを務めるブランド。MAISON DE REEFUR代官山店の他、全国各地のセレクトショップで取り扱われている。

- NERGY（ナージー）
2015年にNIKEと共に立ち上げた、ファッション×スポーツをコンセプトとしたライフスタイルショップ。Athletic（運動）とLeisure（余暇）を組み合わせた造語である「アスレジャー」という概念を提唱している[1]。アパレルの他、雑貨やコスメ、食品・飲料品も取り扱っている。

### 提携ブランド
- Saturdays NYC（サタデーズ ニューヨークシティ）
- MAISON KITSUNÉ（メゾン キツネ）
- SOPHNET.（ソフネット）
- F.C.Real Bristol（エフシーレアルブリストル）
- uniform experiment（ユニフォーム エクスペリメント）

### その他ブランド
- bonjour records（ボンジュール レコード）
  - bonjour bonsoir（ボンジュール ボンソワール）
  - bonjour girl（ボンジュール ガール）
- FALKLAND（フォークランド）
  - MOTOMACHI JAYRO（モトマチ ジャイロ）
  - JUN CLUB（ジュン クラブ）

## 過去のブランド

### 株式会社ジュン
- JUN MEN（ジュンメン）
- Tokio by DOMON（熊谷登喜夫）
- DOMON

JUNとともにブランドロゴアイテムの先駆け。当初は、We, the Theme DOMON,PRODUCE OF ROPEというタグネームであり、ROPEの派生ブランドであることを示していた。
- groovy LIFE
- motion element
- hismiss
- イエローブーツ
- EX
- setlfe.com
- JUN NEXTLABEL
- A P C
- ジョルジュ・サンド
- ビバリーヒルズ
- ジュンレデイス
- グリーンクラブ
- JAYRO
- pour la frime（プーラフリーム）
- GAMI gaminerie（ギャミヌリィ）

### 株式会社ジェイアンドアール
- J&R
- LUNA MATTINO
- セルッチオ

## その他の事業

### 飲食業
運営する飲食店のほとんどはJUNグループのアパレルショップに併設されており、各ブランドのコンセプトに合わせて作られているものも多い。
- montoak（モントーク）
2002年、有限会社ヘッズとの共同出資により、表参道のかつてCafé de Ropéがあった場所にオープン。
設計はカフェブームの火付け役として知られるヘッズの山本宇一がプロデュースした。
- SAN TROPEZ（サントロペ）
アトレ恵比寿西館の3F、ROPÉ、ADAM ET ROPÉ、Adam et Ropé Le Magasinと同じフロアに併設。山本宇一プロデュース。

BIOTOP関連
BIOTOPにおける飲食のプロデュースは山本宇一が担当している。
- irving place（アーヴィングプレイス）- BIOTOP（東京）の3Fに併設。
- BIOTOP CORNER STAND（ビオトープ コーナースタンド）- BIOTOP大阪の1Fに併設。
- CUBIERTA（クビエルタ）- BIOTOP大阪の4Fに併設。

MAISON DE REEFUR関連
- GLOUGLOU REEFUR（グルグル リーファー）
MAISON DE REEFUR代官山本店2F、タカシマヤゲートタワーモール店に併設。
GLOUGLOU（グルグル）は空腹時のお腹が鳴る音を表している。

SALON adam et ropé関連
- SALON BAKE & TEA（サロン ベイクアンドティー）- S SALON adam et ropé（NEWoMan）に併設。
- SALON BUTCHER & BEER（サロン ブッチャーアンドビア）
レシピはミシュランガイドで7年連続一つ星を獲得している、南青山LAUBURUのオーナーシェフ・櫻井信一郎の監修によるものである。
- SALON GINZA SABOU（サロン ギンザ サボウ）- SALON adam et ropé 東急プラザ銀座店に併設。

NERGY関連
- WELLNESS CAFÉ（ウェルネス カフェ）- NERGYららぽーとEXPOCITY大阪店に併設。

### ゴルフ場
- JUN CLASSIC COUNTRY CLUB（ジュンクラシックカントリークラブ）
1975年より栃木県那須郡にて運営するゴルフ場。コース設計はプロゴルファーのジーン・サラゼンが監修した。
- ROPÉ CLUB（ロペ倶楽部、ロペクラブ）
1990年より栃木県塩谷郡にて運営するゴルフ場。JUN CLASSIC COUNTRY CLUBの姉妹コースとしてオープンし、こちらもコース設計をジーン・サラゼンが監修した。

### その他
- Chateau Jun（シャトージュン）
1979年より山梨県甲州市に所有するワイナリー。Japan Wine Competitionにおいて、2004年から2014年まで11年連続で入賞している。
- j-planet（ジェー・プラネット）
1979年に音楽プロデュース部門として設立。FMラジオを中心とした番組の企画・制作、ラジオ番組収録用スタジオの運営、ストアBGM等の音響空間デザインなどを行っている。
- JUN FASHION BOARD（ジュンファッションボード）
1976年に設立された、屋外広告を扱う広告媒体事業。日本における短期ネットワーク・リースボードの草分けであり、全国に約800面展開している。
- Tailor Jun CUSTOMIZE（テーラージュンカスタマイズ）
制服など法人向けオリジナル商品のデザインと製作を行う。テーラーという名前ではあるが、学生服やオフィスウェアなどのテーラードに限らずモータースポーツのチームウェアなども制作している。

### 過去に展開していた事業
- Café de Ropé（カフェ ド ロペ）
1972年に表参道にオープンしたJUNグループ初の飲食店。当時の日本では珍しかったテラス席を設け、また国内で初めてペリエを出した飲食店でもある。
2009年よりCafé de Ropé La mer（カフェ ド ロペ ラ メール）として、夏期限定で神奈川県三浦郡葉山町の一色海岸にビーチハウスとして再現されていたが、2014年を最後にその後は開催未定となっている。
また2013年にLE JUNイオンモール幕張新都心店に併設される形で常設店舗としてのCafé de Ropé La merがオープンしたが、2016年1月に閉店した。
2016年3月にはTHE PARK・ING GINZA内にCafé de Ropéが復活したが、2017年3月のソニービル閉館に伴いTHE PARK・ING GINZAと共に閉店した。
- La facette（ラ ファセット）
美容室。銀座に2店舗の他、六本木、丸井錦糸町店が存在した。
- エアロビクススタジオ
Café de Ropé原宿店、丸井錦糸町店に併設されていた。